# ドラゴンボール 天下一大冒険
『ドラゴンボール 天下一大冒険』（ドラゴンボール てんかいちだいぼうけん）は、2009年7月23日にバンダイナムコゲームス（バンダイレーベル）から発売されたWii用3D横スクロールアクションゲームである。

## 概要
鳥山明原作のアニメ『ドラゴンボール』を題材としたアクションゲーム。原作のレッドリボン軍との戦いからピッコロ大魔王との戦いまでの孫悟空の少年時代を舞台にしている。

## ステージ
- パオズ山
- 天下一武道会
- マッスルタワー内
- カリン塔
- レッドリボン軍本地
- キングキャッスル

## 登場人物
- 孫悟空（声優：野沢雅子）
- ブルマ（声優：鶴ひろみ）
- クリリン（声優：田中真弓）
- 亀仙人（声優：増岡弘）
- ヤムチャ（声優：古谷徹）
- 天津飯（声優：真殿光昭）
- 餃子（声優：江森浩子）

### レッドリボン軍編
- シルバー大佐（声優：銀河万丈）
- メタリック軍曹（声優：青森伸）
- ムラサキ曹長（声優：青野武）
- 人造人間8号（声優：飯塚昭三）
- ブヨン（声優：松原大典）
- ホワイト将軍（声優：玄田哲章）
- ブルー将軍（声優：古川登志夫）
- 桃白白（声優：大塚周夫）
- カリン様（声優：永井一郎）
- レッド総帥（声優：内海賢二）
- ブラック参謀（声優：佐藤正治）

### 占いババ編
- 占いババ（声優：滝口順平）
- ミイラくん（声優：飯塚昭三）
- アックマン（声優：池水通洋）
- 孫悟飯（声優：阪脩）
- ピラフ（声優：千葉繁）
- シュウ（声優：玄田哲章）
- マイ（声優：山田栄子）
- 神龍（声優：内海賢二）

### ピッコロ大魔王編
- タンバリン（声優：中尾隆聖）
- ドラム（声優：郷里大輔）
- ピアノ（声優：平野正人）
- ピッコロ大魔王（声優：青野武）

### 隠しキャラ
- 則巻アラレ（声優：小山茉美）※対戦モードのみ使用可能。

### その他の登場人物
- ヤジロベー（声優：田中真弓）
- ジャッキー・チュン（声優：増岡弘）
- スノ（声優：江森浩子）
- 村長（声優：平井啓二）
- ウパ（声優：堀江美都子）
- ボラ（声優：銀河万丈）
- 司会者（声優：内海健二）
- オバケ（声優：田中亮一）
- ナレーション（声優：八奈見乗児）

## 主題歌
- 『Power Of Dreamer』（歌：高橋洋樹）